# Kikí Dimulá
Kikí Dimulá [Κική Δημουλά] (Atenas, 19 de junio de 1931- Ib., 22 de febrero de 2020) fue una poeta griega, miembro de la Academia de Atenas.

## Biografía
Nació en 1931 en Atenas donde vivió hasta su fallecimiento. Trabajó como empleada del Banco de Grecia y fue elegida miembro de la Academia en 2002. Se casó con el matemático y poeta Athos Dimoulas con el que tuvo dos hijos. Los temas que dominan sus poemas son: la ausencia, el daño, la pérdida, la soledad y el tiempo. Es característico de su poesía la personificación de los conceptos abstractos, el uso insólito de palabras comunes y una actitud burlona y amarga al mismo tiempo. 
Gracias al uso de temas variados, desde el «chico Marlboro» hasta teléfonos móviles, y a la forma tan original de tergiversar la gramática, acentúa la fuerza de las palabras a través del asombro y la sorpresa aunque siempre conserva la sensación de esperanza. Todos sus versos sugieren la estabilidad de un mundo cuyos ojos no pueden ver pero que se convierte en un todo gracias a su reconstrucción imaginaria dentro del poema como un conjunto orgánico. Esta dimensión de asombro y sorpresa se ha convertido en un factor emocional constitutivo en la poesía griega contemporánea.

## Premios
Ganó en 1972 el segundo Premio Nacional de Poesía por el poemario Το λίγο του κόσμου [Lo poco del mundo], en 1989 el Premio Nacional de Poesía por Χαίρε ποτέ [Adiós nunca] y en 1995 el Premio de la Fundación Uranis de la Academia de Atenas por el poemario Η εφηβεία της λήθης [La adolescencia del olvido]. La Association Capitale Européenne des Littératures (ACEL) le anunciado su premio, recibió el Premio Europeo de Literatura para marzo de 2010. Sus poemas se han traducido al inglés, francés, español, italiano, polaco, búlgaro, alemán y sueco. 

## Obra
- Ποιήματα [Poemas] 1952

- Έρεβος [Tinieblas] 1956, Στιγμή 1990

- Ερήμην [En ausencia] Δίφρος 1958, Στιγμή 1900

- Επί τα ίχνη [Sobre los pasos], Φέξης 1963, Στιγμή 1989

- Το λίγο του κόσμου [Lo poco del mundo] 1971, Νεφέλη 1983, Στιγμή 1900

- Το τελευταίο σώμα μου [Mi último cuerpo], Κείμενα 1981, Στιγμή 1989

- Χαίρε Ποτέ [Adiós nunca], Στιγμή 1988

- Η εφηβεία της λήθης [La adolescencia del olvido], Στιγμή 1994

- Ενός λεπτού μαζί [De un minuto juntos], Ίκαρος 1998

- Ποιήματα (Συγκεντρωτκή έκδοση) [Poemas, edición completa], Ίκαρος 1998

- Ήχος Απομακρύνσεων [Sonido de las distancias], Ίκαρος 2001

- Ο Φιλοπαίγμων μύθος [Un mito burlón], Ίκαρος 2004 (Ομιλία κατά την τελετή αναγόρευσής της ως μέλους της Ακαδημίας Αθηνών) [Discurso de ingreso en la Academia de Atenas]

- Εκτος σχεδίου[Fuera de programa], Ίκαρος 2005 (πεζά κείμενα) [Obras en prosa]

- Χλόη θερμοκηπίου [Planta de invernadero], Ίκαρος 2005

- Συνάντηση Γιάννης Ψυχοπαίδης, Κική Δημουλά [Cita con Yanis Psijopedis, Kikí Dimulá], Ίκαρος 2007 (Ανθολογία με ζωγραφικά σχόλια του Γιάννη Ψυχοπαίδη) [Antología con comentarios de la obra pictórica de Yanis Psijopedis]

- Μεταφερθήκαμε παραπλεύρως [Nos trasladamos al local de al lado], Ίκαρος 2007